# نادي اتحاد الدريوش
نادي اتحاد الدريوش هو نادٍ رياضي مغربي من مدينة الدريوش، تأسس سنة 1977. يمارس في دوري الدرجة الرابعة المغربي. نادي اتحاد الدريوش ليس النادي الوحيد في المدينة بل هناك أيضا ناديا شباب الدريوش.

## وصلات خارجية
- (بالعربية) موقع الدريوش الرياضي